# Теории двойной детерминации развития личности
Теории двойной детерминации развития личности (двухфакторные теории развития личности) — теории развития ребёнка, предполагающие, что развитие определяется действием двух факторов: наследственности и среды.

## Предпосылки концепций двойной детерминации развития личности
Первые теории, в которых говорилось о факторах развития личности, были теории нативизма (Р. Декарт, И. Кант) и эмпиризма (Дж. Локк). Эти теории являются однофакторными.
Согласно теориям нативизма, наследственность является движущей силой психического развития ребёнка. Основные характеристики и свойства личности зафиксированы генетически. Следовательно, развитие — генетически запрограммированный процесс. К таким теория относятся теории преформизма, рекапитуляции и созревания.
Эмпиризм же отдаёт ведущую роль в развитии ребёнка фактору среды. Хотя генетические различия людей и не подвергались сомнению, но считалось, что они не могут определить законов развития. Именно воспитание и среда, по мнению сторонников эмпиризма, делают нас теми, кто мы есть. В психологии существуют две основные школы, которые придерживаются ведущей роли среды: ассоцианизм и бихевиоризм.
Однако в начале XX в. был накоплен материал, доказывающий влияние и наследственности, и среды на развитие ребенка. Следовательно, необходимо было создавать новые теории, которые бы решили проблему односторонности уже существующих. Такими теориями являются теории двойной детерминации развития личности. В них развитие определяется действием сразу двух факторов: наследственности и среды.

## Теория конвергенции двух факторов (В. Штерн)
В. Штерн создал теорию конвергенции двух факторов. В основе этой теории лежал тезис о взаимодействии наследственности и среды в развитии ребенка: развитие есть результат влияния внутренних данных — наследственности и внешних данных — условий среды.
Смысл теории можно объяснить выражением: «Развитие определяется X-единицами наследственности и Y-единицами среды». Таким образом, остаётся определить пропорциональное количество вклада, который даёт наследственность и который даёт среда в развитие ребёнка.
Основные положения, раскрывающие вклад наследственности и среды в психическое развитие ребёнка:
1. Существуют 2 цели, являющиеся врождёнными и наследственно предопределёнными, которые предполагают существование потребности и одновременно с этим механизма, который удовлетворяет эту потребность. Первая цель — стремление к самосохранению. Вторая — стремление к саморазвитию, которая включает и физическое, и духовное развитие. Психическое развитие складывается из двух этих тенденций.
2. Способности ребёнка определяются задатками, а они в свою очередь наследственно обусловлены. Следовательно, хоть способности и ощущают на себе влияние среды (определяется диапазон, простор этих способностей), но в основе их — наследственный фактор. Среда оказывает влияние на «проявление» или «торможение» развития задатков.
3. Темп развития строго устанавливается наследственностью.
4. Последовательность и содержание стадий развития определены наследственностью.

Таким образом, согласно теории В. Штерна, ведущая роль в развитии ребёнка принадлежит фактору наследственности, а среда влияет на проявление генетически заложенных фактов.

## Теория конфронтации двух факторов (З. Фрейд)
В начале XX века З. Фрейд предложил свой вариант решения проблемы о взаимодействии биологического и социального. Его концепция лежит в основе многих современных теорий развития личности. Основной идеей теории конфронтации двух факторов является представление об антагонистических отношениях наследственности и среды. При развитии происходит вытеснение природного в человеке и подавление наследственности средой. Другими словами, происходит конфликт между культурным, общественным и влечениями личности. Во внутреннем плане это конфликт Сверх-Я, где представлены социальные нормы, усвоенные в ходе развития, и Оно, отражающим природное начало личности.
В теории З. Фрейда наследственность снова выступает как ведущий фактор в развитии ребенка, так как психическое развитие обусловлено органически, зафиксировано наследственно и может наступить без воспитания. Следовательно, среда выступает лишь барьером при осуществлении влечений, но не может изменить ход развития.
Психическая деятельность регулирована двумя принципами — принципом удовольствия и принципом реальности. Так как конечная цель — достижение удовольствия и избегание неудовольствия, то именно принцип реальности выступает в качестве свода норм и правил, которые предписывают получать удовольствие другим способом или полностью отказаться от этой идеи.

## Критика двухфакторных теорий детерминации развития личности
Для доказательства двухфакторных теорий развития личности может быть использован близнецовый метод, который изобрёл В. Штерн. Именно им планировалось вычислить количество вклада, который дают наследственность и среда в развитие ребёнка. Близнецовый метод предполагает изучение пар монозиготных и дизиготных близнецов путём сравнения их психического развития. Следовательно, высокая корреляция показателей психического развития будет доказательством влияния фактора наследственности, а низках корреляция — фактора среды. Однако многочисленные данные (например, результаты Миннесотского исследования 1979 г.) свидетельствовали лишь о том, что развитие ребёнка не может быть объяснено влиянием лишь двух факторов.
Таким образом, сведение развития ребенка к факторам наследственности и среды не смогло выдержать критики. Следующие теории учитывали вклад активности субъекта и общения со взрослым в развитии ребенка. Эти идеи отражены в работах Л. С. Выготского, А. Н. Леонтьева, Д. Б. Эльконина в рамках культурно-исторического подхода, в работах Э. Эриксона, А. Бандуры и других.